# تصميم توافيقي
نظرية التصميم التوافيقي (بالإنجليزية: Combinatorial design)‏ هي جزء من الرياضيات التوافيقية التي تتعامل مع وجود وبناء وخصائص أنظمة المجموعات المحدودة التي تلبي ترتيباتها المفاهيم المعممة للتوازن و/ أو التناظر. لم يتم تحديد هذه المفاهيم بدقة بحيث يمكن التفكير في مجموعة واسعة من الكائنات على أنها تحت نفس المظلة. في بعض الأحيان قد يتضمن ذلك الأحجام العددية لتقاطعات المجموعة كما هو الحال في تصميمات الكتل، بينما في أوقات أخرى قد يتضمن الترتيب المكاني للإدخالات في مصفوفة كما هو الحال في شبكات سودوكو.
يمكن تطبيق نظرية التصميم التوافيقي في مجال تصميم التجارب. نشأت بعض من النظرية الأساسية للتصميمات التوافيقية في عمل الإحصائي رونالد فيشر على تصميم التجارب البيولوجية. توجد التطبيقات الحديثة أيضًا في سلسلة واسعة من المجالات بما في ذلك الهندسة المنتهية وجدولة الدورات واليانصيب والكيمياء الرياضية وعلم الأحياء الرياضي وتصميم وتحليل الخوارزميات والشبكات واختبار المجموعة والتشفير.